# Riksinternatskola
Riksinternatskolor var i Sverige de internatskolor från i början av 1970-talet som var avsedda för barn och ungdom ur någon av tre kategorier:
- barn och ungdomar med utlandssvenska föräldrar
- barn i behov av miljöbyte
- barn från glesbygd som inte kunde beredas tillfredsställande inackordering.

Riksinternatskolorna omfattades av särskilda bestämmelser i skollagen.
Det fanns tre riksinternatskolor i Sverige: 
1. Sigtunaskolan Humanistiska Läroverket (skolan bildades 1980 av två tidigare riksinternat)
2. Grennaskolan
3. Lundsbergs skola

Den 9 december 2013 föreslog regeringen att de särskilda reglerna för riksinternatskolor skulle avskaffas. Skolorna skulle därmed få samma status som friskolorna, förlora särskilda statsbidrag och mista rätten att ta ut avgifter för undervisningen. Förslaget föreslogs att efter remissbehandling träda i kraft 1 juli 2015. I den diskussion som föregått förslaget har det nämnts, att riksinternaten har svagt politiskt stöd, och att mindre än var femte elev vid riksinternaten har utlandssvenska föräldrar.
Den 31 juli 2014 beslutade regeringen att avskaffa riksinternaten, en lagändring som trädde i kraft 1 januari 2016, och de skolor som tidigare var riksinternatskolor omfattas sedan dess av samma regelverk som övriga friskolor.